# Londýnská smlouva (1913)

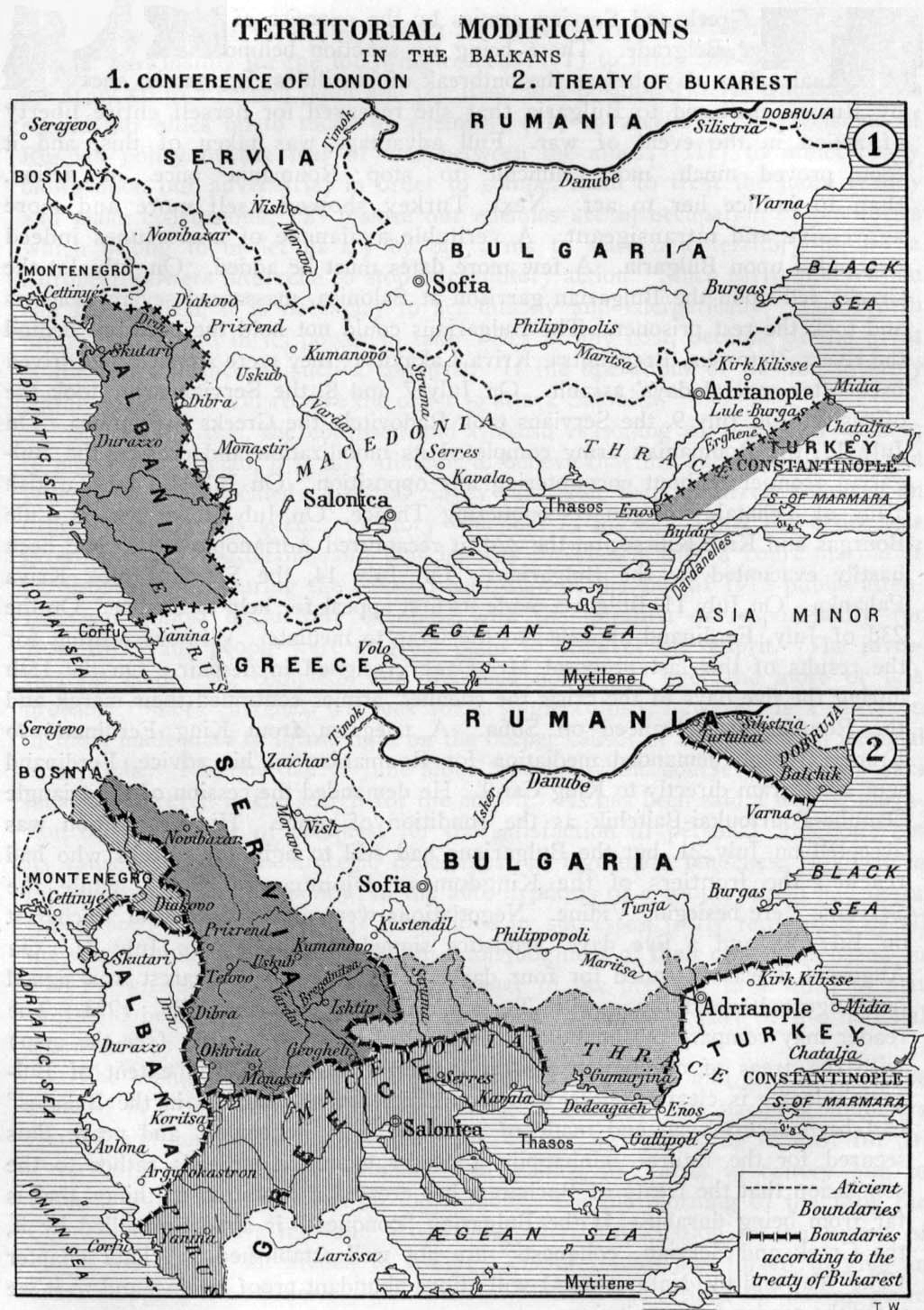
Nahoře hranice vzniklé na základě Londýnské smlouvy, dole na základě Bukurešťské smlouvy

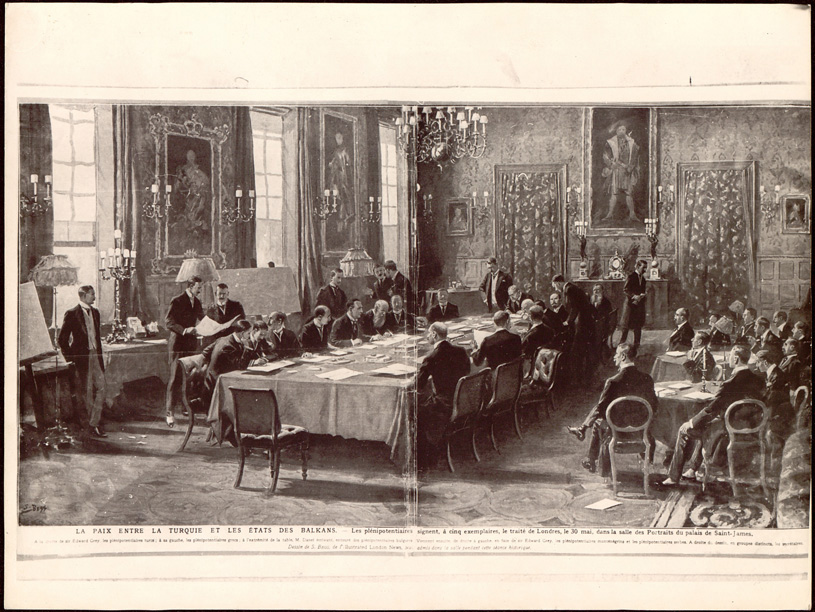
Podpis smlouvy 30. května

Londýnská smlouva byla podepsána 30. května 1913. Byla výsledkem londýnské konference v letech 1912–1913, která se zabývala územními změnami vyplývajícími z výsledků první balkánské války. Londýnská konference skončila 23. ledna 1913, poté co se v Osmanské říši uskutečnil převrat a osmanský velkovezír Kamil Paša byl nucen odstoupit. Vůdce převratu Enver Paša pak přikázal odchod osmanské delegace z konference, a Londýnská smlouva tak byla nakonec podepsána bez Turků. Signatáři byli tudíž jen členové vítězného Balkánského svazu (Srbsko, Řecko, Bulharsko a Černá Hora) a velmoci Spojené království, Německo, Rusko, Rakousko-Uhersko a Itálie. Smlouva měla dva hlavní body: 1. Celé evropské území Osmanské říše na západ od linie mezi Enosem (dnešní Enez) u Egejského moře a Midií (dnešní Kıyıköy) u Černého moře bylo postoupeno Balkánskému svazu, kromě území Albánie. 2. Osmanská říše se zřekla ostrova Kréta.

## Důsledky
Ze smlouvy vyplývaly dva problémy. Za prvé, neřešila rozdělení vybojovaného území mezi členy Balkánského svazu. Srbsko odmítlo provést rozdělení dohodnuté s Bulharskem v jejich předběžné smlouvě z března 1912, neboť aktuální vojenské rozdělení sporného území (Vardarské Makedonie) pro něj bylo výhodnější. 16. června 1913 tak vypukla druhá balkánská válka, do níž se znovu zapojila i Osmanská říše v naději na zisk území ztracených v první balkánské válce. Bulhaři byli poraženi a Osmané dosáhli některých zisků na západ od linie Enos-Midia. Konečný mír byl stvrzen Bukurešťskou smlouvou dne 12. srpna 1913. Mezi Bulhary a Turky byla uzavřena samostatná Konstantinopolská smlouva, která do značné míry definovala současné hranice mezi oběma zeměmi.
V Londýnské smlouvě však zůstala nedořešena i otázka albánského území, kterou mezi sebou měly vyjednat velmoci, jak smlouva explicitně uváděla. Rakousko-Uhersko a Itálie silně podporovaly vytvoření samostatné Albánie. Částečně to bylo v souladu s dlouhodobou rakousko-uherskou politikou vzdorování srbské expanzi k Jadranu. Rusko naopak podporovalo Srbsko a Černou Horu. Německo a Británie zůstaly neutrální. Výsledkem byl nakonec tzv. Florentský protokol ze 17. prosince 1913, který ustavil nezávislou Albánii, ale na okleštěném území, hranice nekopírovaly hranice etnické. To vyvolalo další nespokojenost. Velmi nepopulární se závěry staly mezi řeckým obyvatelstvem jižní Albánie, které se záhy vzbouřilo a vyhlásilo autonomní republiku Severní Epirus. Také Albánci měli – a mnozí mají dosud – tendenci považovat smlouvu i protokol za nespravedlnost, protože zhruba polovina převážně albánských území a asi 30 % albánské populace byly ponechány mimo hranice nového státu. Napětí to na Balkáně způsobuje až do současnosti.